# Exoplanet Characterization Observatory
L’Exoplanet Characterization Observatory (EChO) è stata una proposta in seno all'ESA facente parte del programma di missioni scientifiche Cosmic Vision: periodicamente vengono selezionate diverse indagini scientifico-osservative proposte dalla comunità astronomica e dalle istituzioni collaboranti con ESA, sino ad avere un ristretto gruppo dal quale, a seconda delle disponibilità economiche e altri studi di fattibilità, vengono selezionati uno o più progetti. EChO era in competizione con altre quattro missioni di classe M (media) e quando venne il momento di effettuare la scelta finale, a febbraio 2014, fu scelta la missione PLATO a scapito delle altre.
EChO, il cui lancio programmato sarebbe avvenuto non prima del 2024, sarebbe stata la prima missione dedicata a svolgere indagini sulle atmosfere esoplanetarie, considerando le peculiarità delle atmosfere del sistema solare come modello di confronto e valutare l'abitabilità planetaria dei pianeti extrasolari oggetto d'indagine.
EChO, un telescopio spaziale orbitante, aveva lo scopo di fornire osservazioni spettroscopiche a più lunghezze d'onda ad alta risoluzione. Avrebbe misurato la composizione atmosferica, la temperatura e l'albedo di un campione rappresentativo di esopianeti noti, vincolando i modelli della loro struttura interna e migliorando la nostra comprensione di come si formano ed evolvono i pianeti. Il telescopio spaziale avrebbe orbitato intorno al punto L2 di Lagrange, a 1,5 milioni di km dalla Terra in opposizione al sole.